# Aeropuerto de Fort Smith
El Aeropuerto de Fort Smith (del inglés: Fort Smith Airport) (IATA: YSM, OACI: CYSM)   está ubicado cerca al poblado de Fort Smith, Territorios del Noroeste, Canadá. La pista de aterrizaje 02/20 no recibe mantenimiento en invierno.

## Aerolíneas y destinos
- Northwestern Air
  - Edmonton / Aeropuerto Internacional de Edmonton